# Летучка (поезд)
Лету́чка — короткий поезд или служебный поезд/локомотив для выполнения специальных задач на железной дороге или её обслуживания. 
Летучки применялись во время Великой Отечественной войны для вывоза раненых с линии фронта и доставки срочных грузов в войска, в послевоенное время для ремонта и обслуживания путевого хозяйства. Также летучками называли пригородные поезда на линиях с редким движением и малым пассажиропотоком (например, Мга-Гатчина), так как минимальная длина электро- или дизель-поезда составляет 4 вагона, а в летучке может быть и 2, или даже 1 вагон. Одно-двухвагонные составы также называли кукушками.

## Летучки во время Великой Отечественной войны
Летучки показали свою эффективность во время Великой Отечественной войны для подвоза боеприпасов во фронтовые части и вывоза раненых с передовой в условиях непрерывных бомбёжек и обстрелов противника.

### Доставка боеприпасов
Применение коротких поездов позволяло рассредоточить грузы и уменьшить риск их потери или повреждения при нападении, направляя боеприпасы на армейские склады и в отделения, часто менявшие дислокацию. Снабженческие поезда заменялись летучками по 5-10 вагонов в каждой, а с них грузы переставлялись на автомобильный или гужевой транспорт, который небольшими колоннами, следовавшими обычно разными маршрутами, доставлял груз по назначению. Такой способ подвоза обеспечивал сохранность боеприпасов, хотя и удлинял сроки их доставки в войска.

### Вывоз раненых
С февраля 1942 года в соответствии с приказом Народного Комиссара Обороны СССР № 48 для оперативного вывоза раненых на короткие расстояния — от прифронтовых станций до госпитальных баз армий — стали применяться военно-санитарные летучки (ВСЛ), для которых использовались крытые грузовые вагоны, оборудованные для перевозки раненых. В них было всё необходимое для личного состава, кухни, хранения продуктов, оборудования, медикаментов и перевязочных материалов, собственно перевязочной (которая при надобности становилась операционной). Палата для тяжелораненых была оборудована подрессоривающими приспособлениями (пружины Кружилина), на которые крепились носилки. В сторону фронта летучка везла необходимые ресурсы и боеприпасы, после чего вагоны очищались и на крепления в них укладывались толстые доски, превращая их в кровати для лежачих раненых. В среднем одна летучка могла за рейс забрать до 900 человек. На фронтах Великой Отечественной войны действовало 138 ВСЛ, которые затем передавали раненых военно-санитарным поездам для доставки в тыловые госпитали.

## Современные путеремонтные летучки
Летучками на железной дороге называют машины для эксплуатационных и ремонтных работ.
Это может быть железнодорожный состав из трёх перемещаемых автодрезиной 2-осных платформ, предназначенных для транспортировки, погрузки и выгрузки рельсов, шпал, рельсовых скреплений и элементов стрелочных переводов. На платформах имеются поперечные балки для укладки 25-метровых рельсов, консольные краны грузоподъёмностью 2 т каждый на крайних платформах расположены так, что могут дотянуться стрелой и до средней платформы. Кран перемещается по раме поперёк платформы и поворачивается на 180°. Летучка может перевезти от 14 до 20 рельсов длиной 25 м или от 18 до 28 рельсов длиной 12,5 м (в 2 ряда по высоте), а также пакеты по 12 шпал (по 6 пакетов на крайних платформах и 17 на средней). Путеремонтная летучка имеет собственные электростанцию и компрессор.

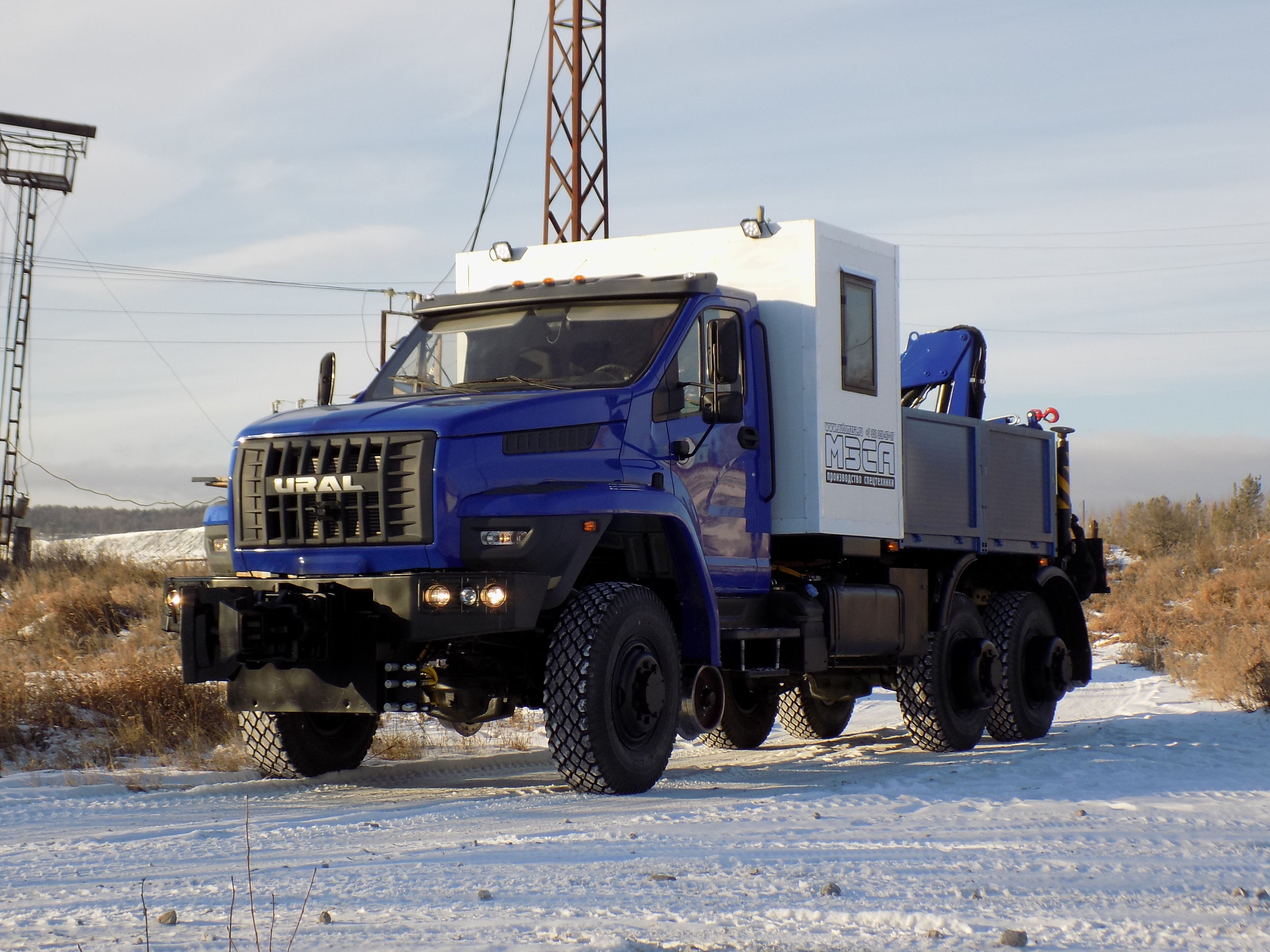
Путеремонтная летучка на базе локомобиля MART

Современные летучки часто имеют комбинированные шасси для передвижения как по рельсам, так и по автодороге. Они предназначены для перевозки ремонтных бригад, оборудования и механизированного инструмента к месту работ в том числе и грузовых платформ. Современные летучки имеют всё необходимое для ремонта оборудование и инструмент, а также лебёдку или кран. Они оснащены навигационной системой, радиостанцией, системой обнаружения и тушения пожара и спутниковой связью.